# VBC Volleya OW
Raiffeisen Volleya Obwalden ist ein Volleyballverein für Frauen und Mädchen im Kanton Obwalden in der Schweiz. Der Verein wurde 1998 unter dem Namen VBC Volleya OW gegründet. Das erste Team spielt in der zweithöchsten Spielklasse des schweizerischen Volleyballverbands Swiss Volley, in der Nationalliga B. Insgesamt spielen über elf Teams in allen Altersklassen für den Verein.

## Geschichte
Im Jahr 1970 wurde die Volleyballriege KTSV Sarnen gegründet. Der Verein bestand ausschliesslich aus Damenteams. Die erste Saison wurde in der 4. Liga absolviert. 1972 erfolgte der Aufstieg in die 3. Liga mit dem Trainer G. Caprez. Im darauf folgenden Jahr stieg das Team in die 2. Liga auf. Nachdem sich das Team sechs Saisons in der 2. Liga behaupten konnte, folgte 1979 mit dem Abstieg in die 3. Liga der erste Rückschlag. Parallel zum KTSV Sarnen wurde die Volleya Giswil im Jahr 1975 gegründet, welche ebenfalls nur Damenmannschaften hatte. Auch dort wurde die erste Saison in der 4. Liga absolviert. 1977 gelang der Aufstieg in die 3. Liga. 1978 erfolgte der Übertritt der Volleya Giswil zum KTSV Giswil. Daraufhin erreichte die Mannschaft in der Saison einen U16-Vize-Schweizermeistertitel. In der darauf folgenden Saison gelang der Aufstieg in die 2. Liga.
Im Jahr 1979 wurde aus beiden Vereinen eine Leistungsgruppe gebildet. Der neue Verein spielte unter dem Namen KTSV Volley OW. Das Team in der 2. Liga wurde von G. Caprez trainiert. B. Zumbühl übernahm das 3.-Liga-Team. In den Jahren 1980–1986 wies der Verein ein 2.-Liga-Damenteam, ein 3.-Liga-Damenteam und ein Juniorinnen 1.-Liga-Team auf. 1983 konnte der erste grosse Erfolg an einer Juniorinnen A Schweizermeisterschaft gefeiert werden. Das Juniorinnenteam des KTSV Volleya OW erreichte den 3. Rang. In diesem Jahr begann man im Verein mit einem Aufbau des Miniwesens: Man begann, bereits junge Spielerinnen auszubilden und sie an das grosse Volleyballfeld heranzuführen. Im Jahr 1984 konnte der Regionalmeistertitel und der Aufstieg in die 1. Liga gefeiert werden. Der Aufstieg erfolgte unter dem Trainer B. Zumbühl. Die Saison im Jahr 1986 wurde mit einem 1.-Liga-Damenteam unter dem Trainer P. Caprez, einem 2.-Liga-Damenteam unter dem Trainer B. Zumbühl und ein Juniorinnen Team, auch unter der Leitung von B. Zumbühl, absolviert. Ebenfalls spielten zahlreiche Minimannschaften unter dem Namen KTSV Volleya OW. An der Schweizermeisterschaft U14 3x3 konnte die Schweizer Meisterschaft gefeiert werden. Die nächsten 10 Jahre von 1986 bis 1995 konnte das erste Team ununterbrochen in der 1. Liga spielen. Nebenbei folgten viele Regionalmeistertitel, mindestens fünf Medaillen bei Schweizer Meisterschaften und 8-mal konnte sich das Team den Titel Schweizer Schulsportmeister erreichen. Als Abschluss der Saison führte der Verein die Schweizermeisterschaften der U21 in Sarnen durch.
1996 folgte der Aufstieg in die Nationalliga B unter der Leitung von K. Inglin. Die 3.-Liga-Mannschaft und die drei Juniorinnenmannschaften wurden von G. Caprez, B. Zumbühl, B. Durrer und weiteren jungen Trainern trainiert. Daneben stand die Nachwuchsarbeit mit fünf bis acht Miniteams. Diese Arbeit zahlte sich aus. Das U16-Team des KTSV Volleya OW konnte den Vizemeistertitel an den Schweizermeisterschaften erreichen.
1998 wurde der KTSV Volleya OW aufgelöst und anstelle der Verein VBC Volleya OW gegründet. Ebenfalls aufgelöst wurde der Verein Volleya Giswil. Der Verein VBC Sachseln schloss sich der VBC Volleya OW an. Das Nationalliga-B-Team verstärkte sich für die darauf folgende Saison mit zwei ehemaligen Nationalliga-A-Spielerinnen. Zum einen war dies Lucia Omlin und zum anderen die Schweizernationalmannschaftsspielerin Andrea Kiser. Dank guter Vereinsarbeit und Nachwuchsförderung konnte der Verein die U14-Schweizermeisterschaften organisieren. In diesem Jahr wurde in der Sporthalle in Sarnen ein Länderspiel der Damen-Nationalmannschaft ausgetragen.
In den Jahren 1998 bis 2001 konnte das erste Team in der Nationalliga bestehen. Dies unter der Leitung von Trainer Werner Augsburger. Im Jahr 2002 musste sich das Team mit dem Abstieg in die 1. Liga auseinandersetzen. Der Abstieg erfolgt unter der Leitung von C. Ruff. Das Team konnte jedoch trotz Sarah Roher (Nationalliga A Spielerin) und der Schwestern Claudia und Andrea Ming (Spielerinnen der Nationalliga A) nicht bestehen. In den vergangenen vier Jahren konnte der VBC Volleya OW ca. sechs Regionalmeistertitel erreichen und gewann zwei Medaillen an Schweizer Meisterschaften.
Im Jahr 2004 musste das erste Team, welches die Saison in der 1. Liga spielte, in die 2. Liga absteigen. Etliche Regionalmeistertitel im Juniorinnenbereich konnten auf das Konto des VBC Volleya OW verbucht werden, gefolgt von vielen guten Resultaten an Schweizermeisterschaften, jedoch reichte es nie bis in die Medaillenränge. In der darauf folgenden Saison 2005 stieg das erste Team wieder in die 1. Liga auf. Der 3. Rang an den U14-Schweizermeisterschaften konnte erspielt werden.
Im Jahr 2006 brach eine neue Ära in der Nachwuchsförderung des Vereins an. Mit der Verpflichtung von Enrico Arlt wurde erstmals ein Profitrainer im Minibereich engagiert. Im selben Jahr erfolgt die Durchführung der U14-Schweizermeisterschaften in Giswil. 2006 erreicht das erste Team einen Playoff-Platz. Jedoch wurde der Aufstieg in die Nationalliga B nicht erreicht. Die Neuverpflichtung von Arlt zahlte sich aus. Das U14-Team wurde Schweizermeister und Martina Halter wurde als beste Spielerin des Turniers ausgezeichnet.
2007 übernahm V. Pech, ehemaliger tschechischer Juniorinnennationalmannschaftstrainer, das 1.-Liga-Team. In der darauf folgenden Saison 2008 konnte der Aufstieg in die Nationalliga B gefeiert werden. Es kamen zwei Regionalmeistertitel von Juniorinnenteams hinzu, inklusive der U16-Schweizermeistertitel und ein U14-Vizeschweizermeistertitel. Martina Halter aus der Juniorinnenabteilung des VBC Volleya OW schaffte den Sprung in die Jugendnationalmannschaft.
2009 bis 2011 konnte das erste Team zweimal knapp dem Abstieg entrinnen. Nur aufgrund von Rückzügen von Mannschaften wurde der Ligaerhalt gesichert. Die jahrelange Juniorenförderung zahlte sich dennoch aus, was sich an zahlreichen Regionalmeistertiteln und 2009 dem U14-Schweizermeistertitel, bei welchem Esther Rohrer als beste Spielerin ausgezeichnet wurde, zeigte. Die Teilnahme an der U21-Schweizermeisterschaft, der höchsten Juniorinnenliga, krönte den Abschluss der Saison. 2011 konnte gar der Titel bei den U22-Schweizermeisterschaften gefeiert werden. Seline Zumstein wurde als beste Passeusin des Turniers ausgezeichnet. Als Saisonabschluss durfte der Verein die Schweizermeisterschaften der U12 und U14 in Sarnen, der komplett neuen Sportanlage, ausgetragen werden.
Seit 2015 heisst der Verein Raiffeisen Volleya Obwalden. Die Juniorenförderung und -ausbildung steht weiterhin im Vordergrund.
Ende 2015/16 folgte nach einer Saison unter schwierigsten Umständen der Abstieg des ersten Teams in die 1. Liga.
Bereits im März 2017 stieg Volleya unter dem neuen Trainer Nikolas Buser wieder in die Nationalliga B auf. 2017/18 konnte der Verein mit dem 3. Schlussrang in der NLB gleich das beste Ergebnis der Vereinsgeschichte feiern.

## Nationale Erfolge seit 1987
- 1987: 3. Rang Schweizermeisterschaft Juniorinnen A
- 2000: 2. Rang Schweizermeisterschaft Mini D
- 2001: Schweizermeistertitel Beachvolleyball Michelle Iten / Olivia Gasser
- 2002: Schweizermeistertitel Mini C
- 2005: 3. Rang Schweizermeisterschaft Mini D
- 2007: Schweizermeistertitel Mini U16
- 2007: Schweizermeistertitel Mini U14
- 2008: Schweizermeistertitel Mini U16
- 2008: Schweizermeistertitel Juniorinnen U16
- 2008: 2. Rang Schweizermeisterschaft Mini U14
- 2009: 2. Rang Schweizermeisterschaft Juniorinnen U16
- 2009: Schweizermeistertitel Mini U14
- 2010: 9. Rang U19-Weltmeisterschaft Beachvolleyball Ines Egger
- 2011: Schweizermeistertitel Inter-A U22
- 2014: 5. Rang Schweizermeisterschaft Inter-A U23
- 2015: 5. Rang Schweizermeisterschaft Coop Beachtour Ines Egger / Sarah Leemann
- 2017: 2. Rang Schweizermeisterschaft Mini U13
- 2017: 5. Rang Schweizermeisterschaft Juniorinnen U17
- 2018: 2. Rang Schweizermeisterschaft Juniorinnen U17

## Bezeichnung der Zuschauer
Das Team Raiffeisen Volleya OW wird während eines Matches meistens mit den Worten Hopp Volleya angefeuert. Auch der Name Tschifi ist für die Obwaldner Volleyballspielerinnen und Volleyballspieler von Bedeutung. Das Steinbock-Maskottchen wurde auf den Namen Tschifi getauft. Jedoch wird der Ruf Go Tschifi von der SG OW genutzt, dem Männervolleyball-Klub von Obwalden.

## Spiel- und Trainingsorte
Die Vereinshalle von Raiffeisen Volleya Obwalden befand sich jahrelang in Sarnen an der Rütistrasse. Im Sommer 2005 wurde Obwalden von dem Alpenhochwasser 2005 stark verwüstet. Auch die Vereinshalle war davon betroffen. Ihr Standort befand sich nur wenige hundert Meter vom Sarnersee und wenige Meter von der Sarneraa entfernt. Der Verein musste neue Spielorte suchen, da die Halle geschlossen und renoviert wurde. In Sarnen wurde eine provisorische Traglufthalle errichtet, wo jedoch wegen fehlender Infrastruktur nur die Anfänger trainingen konnten. Alle anderen Trainings wurden in die MZH Giswil verlegt. Vereinzelt trainierten einige Teams in der Sarner Dorfturnhalle im Cher, in Dossenhalle in Kerns oder in der Turnhalle im Flüeli. Auch die Alpnacher Turnhalle wurde für einige Trainingsweekends genutzt. Nach fünf Jahren in keiner richtigen Vereinshalle konnte der Verein im November 2010 die ersten Trainings und das erste Spiel in der neu renovierten Vereinshalle bestreiten, die sich direkt hinter der neu renovierten Dreifachhalle an der Rütistrasse in Sarnen befindet. Sie hat internationales Mass und bietet genügend Platz für Zuschauer und Spieler.
Fast alle Trainings können in Sarnen durchgeführt werden. Es müssen noch immer einige Trainingseinheiten in Giswil durchgeführt werden, wegen der grossen Hallennachfrage in Sarnen.

## Mitglieder
Die Mitgliederzahl ist seit der Vereinsgründung des KTSV Volleya OW stark angewachsen. 1986 gab es 19 Mitglieder und 3 Teams.
1996 im Jahr der Loslösung des Stammvereines KTSV Sarnen und des KTSV Volleya Giswil und der Gründung des VBC Volleya OW betrug die Mitgliederzahl 71. Gespielt wurde mit 16 Teams.
In der Saison 2010/11 betrug die Mitgliederzahl 120. Der Verein unterhielt 9 Grossfeld-Teams, 5 Miniteams und 4 Beachteams. Die Spielerinnen stammen fast ausschliesslich aus Obwalden.

## Beachvolleyball
Bei Raiffeisen Volleya Obwalden wird auch Beachvolleyball gespielt. Der Verein bietet im Frühling und im Sommer anstelle eines Hallentrainings ein Beachtraining an.